# Nidulariaceae
Nidulariaceae is een familie van schimmels uit de orde Agaricales.

## Behandelde soorten
De volgende soort wordt in een afzonderlijk artikel behandeld: 
- Soort: Bleek nestzwammetje (Cyathus olla)
- Soort: Geel nestzwammetje (Crucibulum crucibuliforme)

## Geslachten
De volgende geslachten behoren tot de familie:
- Crucibulum (bijvoorbeeld C. laeve)
- Cyathus (bijvoorbeeld C. striatus)
- Nidula
- Nidularia